# 러셀 커크
러셀 커크(Russell Kirk, 1918년 10월 19일~1994년 4월 29일)는 20세기 미국의 보수주의에 영향을 미친 미국의 정치 이론가, 도덕주의자, 역사학자, 사회 평론가, 문학 평론가, 픽션 저자였다. 그는 전통주의자의 보수주의를 지지한다. 러셀의 1953년 책 《보수주의 정신》(The Conservative Mind)은 특성 없는 세계 2차 대전 후의 보수주의 운동의 틀을 제공해 주었다. 이 책은 에드먼드 버크의 개념에 특별한 중대성을 더하면서 앵글로아메리카 전통의 보수적인 사고 계발을 짚어보았다.

## 저서

#### 보수주의 정신 (The Conservative Mind: From Burke to Santayana):
- 존 아담스, 알렉산더 해밀턴, 피셔 에임스, 조지 캐닝, 존 C. 칼훈, 존 랜돌프 등을 소개하며 평가하였다.
- 철학적 보수주의의 6대 규범[2]
  1. 초월적 질서에 대한 믿음이 양심뿐 아니라, 사회를 규제한다. 정치문제는 근본적으로 종교와 도덕의 문제이다.
  2. 공리나 이익이 아닌 삶 자체가 가치 있는 존재다.
  3. 문명화된 사회는 질서와 계급 또한 요구한다. 즉, 모두가 평등한 무계급사회는 존재할 수 없다.
  4. 자유와 소유물은 밀접하게 연결되어 있다. 경제적 평등화는 진보가 아니라 파괴를 가져온다.
  5. 당연하게 보이는 옛 관습이 인간의 무정부적인 충동을 견제한다.
  6. 사회가 바뀌어야 하지만, 신중한 변화가 사회 보존의 수단이다. 정치인의 주요 덕목은 신중함이다.
- The Roots of American Order
- The Politics of Prudence

### 번역된 저서
- 지적인 사람들을 위한 보수주의 안내서(이재학 옮김, 지식노마드, 2019)
- 보수의 정신 (이재학옮김, 지식노마드, 2018)

## 같이 보기
- 새뮤얼 테일러 콜리지
- 에드먼드 버크
- 제러미 벤담